# Stanley Brouwn
Stanley Edmund Brouwn (Paramaribo, 25 juni 1935 – Amsterdam, 18 mei 2017) was een Nederlands conceptueel kunstenaar van Surinaamse afkomst.

## Leven en werk
Brouwn ontwikkelde zich als kunstenaar als autodidact en werd bekend in de jaren 70 in de directe omgeving van ZERO. Hij werkte vooral op het gebied van performance en conceptuele kunst. Zijn conceptuele werken werden vaak in boekvorm gepresenteerd. Deze werken laten een verwantschap zien met het werk van Hanne Darboven of On Kawara.
Brouwn werd uitgenodigd voor deelname aan documenta 5 in 1972 in de Duitse stad Kassel in de afdelingen Individuelle Mythologien: Video en Idee + Idee/Licht. Hij was eveneens aanwezig op documenta 6 in 1977, documenta 7 in 1982 en documenta 11 in 2002. In 1982 vertegenwoordigde hij Nederland op de Biennale van Venetië. Hij was de winnaar van de David Roëll Prijs van het Prins Bernhard Cultuurfonds in 1980, de Sandbergprijs in 1987 en de Oeuvreprijs van het Fonds voor beeldende kunsten, vormgeving en bouwkunst in 2000.
Hij maakte in 1984/85 het werk Project voor het Rijksmuseum Kröller-Müller voor het Beeldenpark van het Kröller-Müller Museum in Otterlo, bestaande uit tien tekstborden als markering bij de tien beginpunten van door hem gelopen afstanden in de beeldentuin. Het Kröller-Müller Museum bezit voorts een uitgebreide collectie werken van Brouwn.
De kunstenaar woonde en werkte sinds 1957 in Amsterdam. Hij was hoogleraar geweest aan de kunstacademie in Hamburg. Stanley Brouwn overleed in 2017 op 81-jarige leeftijd.